# 交通に関する日本一の一覧
交通に関する日本一の一覧（こうつうにかんするにほんいちのいちらん）は、交通に関する日本で一番や一位の一覧。

## 道路

### 高速道路
- 日本一交通量の多い高速自動車国道： 東名高速道路 横浜町田IC - 綾瀬SIC間 平日昼間12時間交通量・95,541台（2021年調査[1]）
- 日本一交通量の多い都市高速道路： 首都高速湾岸線 新木場出入口 - 葛西JCT 間 平日昼間12時間交通量・105,446台（2021年調査[1]）
- 日本一ピーク時間交通量の多い高速自動車国道： 近畿自動車道 松原JCT - 松原IC間 7時台・10,465台（2010年調査[2]）
- 日本一ピーク時間交通量の多い都市高速道路： 首都高速湾岸線辰巳JCT - 新木場出入口 間 7時台・11,071台（2010年調査[2]）
- 日本一面積の広いジャンクション： 垂水JCT 36万平方メートル[3][4]
- 日本一長い高速道路 東北自動車道 679.5 km
- 日本一長い橋： 東京湾アクアライン東京湾アクアブリッジ 4,425 m[5]
- 最大支間長が日本一長い橋： 明石海峡大橋 1,991 m[5]
- 日本一長い高速道路トンネル： 首都高速中央環状線山手トンネル 18,200 m[6]
  - 危険物積載車が通行可能な日本一長いトンネル： 中部横断自動車道樽峠トンネル 4,999 m[注 1]
  - 無料で通行可能な日本一長いトンネル : 東北中央自動車道栗子トンネル 8,972 m
- 日本一長い海底道路トンネル： 東京湾アクアライン東京湾アクアトンネル 9,607 m
- 日本一標高の高いパーキングエリア ： 東海北陸自動車道松ノ木峠パーキングエリア 標高1085 m[7][8]
  - 松ノ木峠の頂にパーキングエリアがある。一宮JCTから109.3 km地点[注 2]。
- 日本一文字数の多いインターチェンジ : 飯田上久堅・喬木富田インターチェンジ（三遠南信自動車道）[9]

### 一般国道・都道府県道
- 日本一交通量の多い一般国道： 国道16号（保土ヶ谷バイパス） 横浜市旭区桐が作1492 平日昼間12時間交通量・100,452台（2021年調査[1]）
- 日本一交通量の多い都道府県道： 大阪府道2号大阪中央環状線 東大阪市本庄西 平日昼間12時間交通量・73,881台（2021年調査[1]）
- 総延長が日本一長い一般国道：国道58号（鹿児島県鹿児島市 - 沖縄県那覇市）879.6 km（2021年度末現在[10]）
- 実延長が日本一長い一般国道：国道4号（東京都中央区 - 青森県青森市）838.6 km[11]（2021年度末現在[10]）
- 現道延長が日本一長い一般国道：国道4号（東京都中央区 - 青森県青森市）742.5 km[11]（2021年度末現在[10]）
- 日本一短い一般国道：国道174号（神戸港 - 兵庫県神戸市中央区）187.1 m（0.1871 km）[11][10]
- 日本一長い都道府県道：新潟県道45号佐渡一周線 167.2 km[12]
- 日本一短い都道府県道：長野県道162号上田停車場線 7 m（0.007 km）[12][注 3]
- 日本一道幅の広い道路：大阪府道2号大阪中央環状線 幅員120 m[13][14][注 4]
- 2 m以上の橋の数が日本一多い一般国道：国道2号 1,279橋[15][16]
- 日本一長い一般国道橋： 国道409号 東京湾アクアブリッジ 4,425 m[5]
- 無料で通行できる日本一長い橋：伊良部大橋 3,540 m [17][18] -都道府県道で日本一長い橋でもある
- トンネルの数が最も多い一般国道：国道229号 76本[15][16]
- 日本一長い一般国道トンネル：国道409号 東京湾アクアトンネル 9,610 m[16]
- 直線区間が最も長い一般国道：国道12号・北海道美唄市光珠内町292 - 滝川市新町6丁目間 約29.2 km[15][19]
- 日本一標高の高い一般国道：国道292号渋峠（群馬県吾妻郡中之条町・長野県下高井郡山ノ内町）標高2,172 m[15][20]
- 日本一勾配の大きい一般国道：国道308号 最大勾配31%[21]
- 日本最北端の一般国道：国道238号・北海道稚内市大字宗谷村大岬383番地（北緯45度31分東経141度56分）[15]
- 日本最東端の一般国道：国道44号・北海道根室市常盤町3丁目28番地（東経145度35分北緯43度19分）[15]
- 日本最南端・日本最西端の一般国道：国道390号・沖縄県石垣市登野城1番地（東経124度9分北緯24度20分）[15]

### 私道
- 日本一長い私道： 宇部伊佐専用道路 31.94 km[22][23]

## バス

### バス事業者
- 日本一バス車両の保有台数が多い事業者： 神奈川中央交通 2,122台（2016年6月末時点）[24]
  - 企業グループ全体の場合： 小田急グループ 3,377台（2017年3月末時点）[25]
- 日本一バス車両の保有台数が少ない事業者：保有台数1台の事業者が多数存在する[26]。
- 日本一一般路線バスの基準賃率が低い（距離当たりの運賃が安い）事業者： 鹿児島市交通局 19円90銭（2018年現在）[27]
  - 民間企業に限った場合： 宇野自動車 23円20銭（2018年現在）[27]

### バス路線
- 日本一走行距離・所要時間が長い高速バス路線： 天領バス「オリオンバス」 東京駅鍛冶橋駐車場（東京都中央区） → HEARTSバスステーション博多（福岡県福岡市博多区）間 約1,110 km、15時間50分（2020年現在）[28]
  - 昼行便に限った場合： 弘南バス「スカイ号」 上野駅前（東京都台東区） → 青森駅前（青森県青森市）間 約715 km、10時間50分（2020年現在）[29]
- 日本一走行距離・所要時間が長く停留所数が多い一般路線バス[注 5]： 奈良交通「八木新宮線」大和八木駅（奈良県橿原市） - 新宮駅（和歌山県新宮市）間 166.9 km、約6時間30分、停留所数166（2019年現在）[30][31]

複数の系統を同一車両で通し運行するものを含めた場合、日本一は以下の通りになる。
- 走行距離： 沿岸バス「快速留萌旭川線・快速幌延留萌線」旭川駅前（北海道旭川市） → 留萌十字街（同留萌市） → 幌延深地層研究センター前（同天塩郡幌延町）間 合計222.2（2019年現在） km
- 停留所数： 沿岸バス「豊富幌延線・幌延留萌線」豊富駅（同天塩郡豊富町） → 幌延深地層研究センター前（同天塩郡幌延町） → 留萌市立病院（同留萌市）間 合計169（2019年現在）

- 日本一運行本数が多い高速バス路線： 「エアポートバス東京・成田」
銀座駅（東京都中央区）・東京駅（同） - 成田空港（千葉県成田市）・成田空港近隣ホテル（同）間
往復合計284便（2020年現在）[33]
  - 運行事業者：ジェイアールバス関東、平和交通・あすか交通、西岬観光、京成バス、成田空港交通京成バスシステム、京成トランジットバス
- 日本一年間の運行本数が少ない定期運行のバス路線： 以下の路線 年1本
  - 京都バス（いずれも春分の日のみ運行）
    - 高野車庫 → 一乗寺梅ノ木町 → 大原間（2018年現在）[34]
    - 高野車庫 → 植物園北門前間（2018年現在）[35]
    - 高野車庫 → 草生町 → 大原間（2018年現在）[36]
    - 95系統 大原 → 鞍馬間（2017年現在）[37]
    - 貴船 → 高野車庫間（2019年現在）[38]（以上記載の停留所はいずれも京都府京都市左京区）
    - 63系統 三条京阪前（同東山区） → 一の井町（同右京区） → 苔寺・すず虫寺（同西京区）間（2019年現在）[39][40]

  - 近江鉄道
    - 立命館大学京都線 立命館大学（びわこ・くさつキャンパス）（滋賀県草津市） → 京阪三条（京都府京都市東山区）（2020年現在）[41]

### バス停留所
- 日本一北にあるバス停留所： 宗谷バス 天北宗谷岬線「宗谷岬」（北海道稚内市）（2014年現在）[42]
- 日本一東にあるバス停留所： 根室交通 納沙布線「納沙布岬」（同根室市）（2014年現在）[42]
- 日本一南にあるバス停留所： 西表島交通「豊原」（沖縄県八重山郡竹富町）（2014年現在）[42]
- 日本一西にあるバス停留所： 西表島交通「白浜」（同）（2016年現在）[43][注 6]
- 日本一標高が高いバス停留所： アルピコ交通 乗鞍高原〜乗鞍畳平シャトルバス・乗鞍岳ご来光バス「標高2716m」（岐阜県高山市） 標高2,716 m（2018年現在）[44]
- 日本一高速バスの発着便数・高速バス用の乗降場数・乗り入れ事業者数の多いバスターミナル： バスタ新宿（新宿高速バスターミナル）（東京都渋谷区） 1,625便（ピーク時）、15バース、118社（いずれも2016年の開業当初の数値）[45]
- 日本一乗降場数の多い一般バスターミナル： 熊本桜町バスターミナル（熊本県熊本市中央区） 29バース（2020年現在）[46]

## 港湾

### 地理
- 日本一北にある旅客港： 稚内港（日本が実効支配をしている地域としての最北）
- 日本一東にある旅客港： 紋別港（日本が実効支配をしている地域としての最東）
- 日本一南にある旅客港： 波照間島波照間港　一般人が訪れることの出来る港では最南。
- 日本一西にある旅客港： 与那国島久部良港

旅客船の定期発着がある港のみを記載。紋別港は砕氷船による観光航路。

### 取扱量
- 日本一年間取扱貨物量が多い港： 名古屋港 20,256万トン[47]
- 日本一年間入港船舶数が多い港： 土生港 76,776隻[48]
- 日本一年間乗降人数が多い港： 厳島港 8,150,979人[49]

## 航空

### 空港
- 日本一北にある空港： 礼文空港（北海道） 北緯45度27分18秒、東経141度2分21秒（現在休止中）
  - 現在定期便のある空港では稚内空港（北海道） 北緯45度24分16秒、東経141度48分8秒[50]
- 日本一東にある空港： 中標津空港（北海道） 北緯43度34分39秒、東経144度57分36秒[51]
- 日本一東にある飛行場： 南鳥島航空基地 (東京都) 北緯24度17分23秒 東経153度58分45秒
- 日本一南にある空港： 波照間空港（沖縄県） 北緯24度03分30秒、東経123度48分14秒
  - 現在毎日定期便のある空港では石垣空港（沖縄県） 北緯24度23分47秒、東経124度12分42秒
- 日本一西にある空港： 与那国空港（沖縄県） 北緯24度28分03秒、東経122度58分47秒<
- 日本一標高の高い場所にある空港： 松本空港（長野県） 標高657.5 m[52]
- 日本一旅客数の多い空港： 東京国際空港（東京都） 2010年度年間旅客数約6,193万人[53]（世界第4位）
- 日本一国際線旅客数の多い空港： 成田国際空港（千葉県） 2010年度年間旅客数3,216万3,522人[53]（世界第9位）
- 日本一就航都市の多い空港： 成田国際空港（千葉県） 133都市（2018年度）[54][55][56]
- 日本一航空貨物取扱量の多い空港： 成田国際空港（千葉県） 約189万トン（2011年度）
- 日本一の貿易空港： 成田国際空港（千葉県） 輸出額10兆6572億円、輸入額10兆2978億円（2004年度）
- 日本一滑走路一本当たりの離着陸回数が多い空港： 福岡空港（福岡県） 離着陸回数年間14万回（国内線12.6万回、国際線1.4万回）[57]

### 航空機
- 日本一（世界一）の総飛行時間及び飛行サイクル： 日本エアコミューターが所有していたYS-11（JA8717:製造番号2092）。1969年2月の登録から、2006年9月11日までの総飛行時間71,220時間47分、総飛行サイクル72,359回。

### 航空路
- 日本一（世界一）旅客数の多い航空路： 東京国際空港・新千歳空港間 2006年度年間旅客数のべ9,804,267人、年間座席数のべ14,756,435席、年間運航回数36,709回（いずれも片道を1人、1席、1回と計算）
- 日本一距離及び所要時間の長い航空路（国内線）：新千歳空港・那覇空港間　2,244km、3時間40分
- 日本一距離及び所要時間の短い航空路（国内線）：奄美空港・喜界空港間（いずれも鹿児島県）　26km、20分
- 日本一距離及び所要時間の長い航空路（国際線）：成田国際空港・メキシコ・シティ国際空港（メキシコ・メキシコシティ）間　11,270km、15時間[58]
- 日本一距離及び所要時間の短い航空路（国際線）：福岡空港・金海国際空港（大韓民国・釜山市）間　221km、55分